# Petalomyrmex phylax
Petalomyrmex phylax är en myrart som beskrevs av Roy R. Snelling 1979. Petalomyrmex phylax ingår i släktet Petalomyrmex och familjen myror. Inga underarter finns listade i Catalogue of Life.

## Bildgalleri

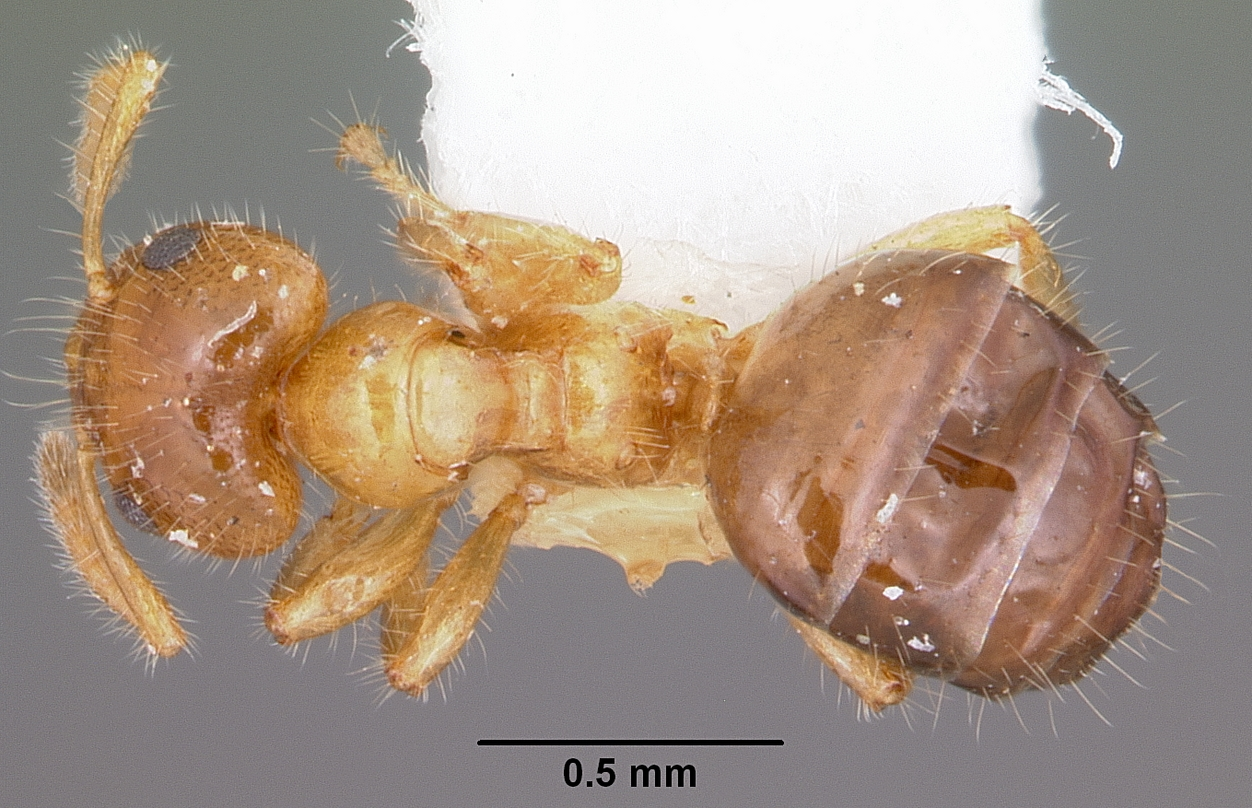
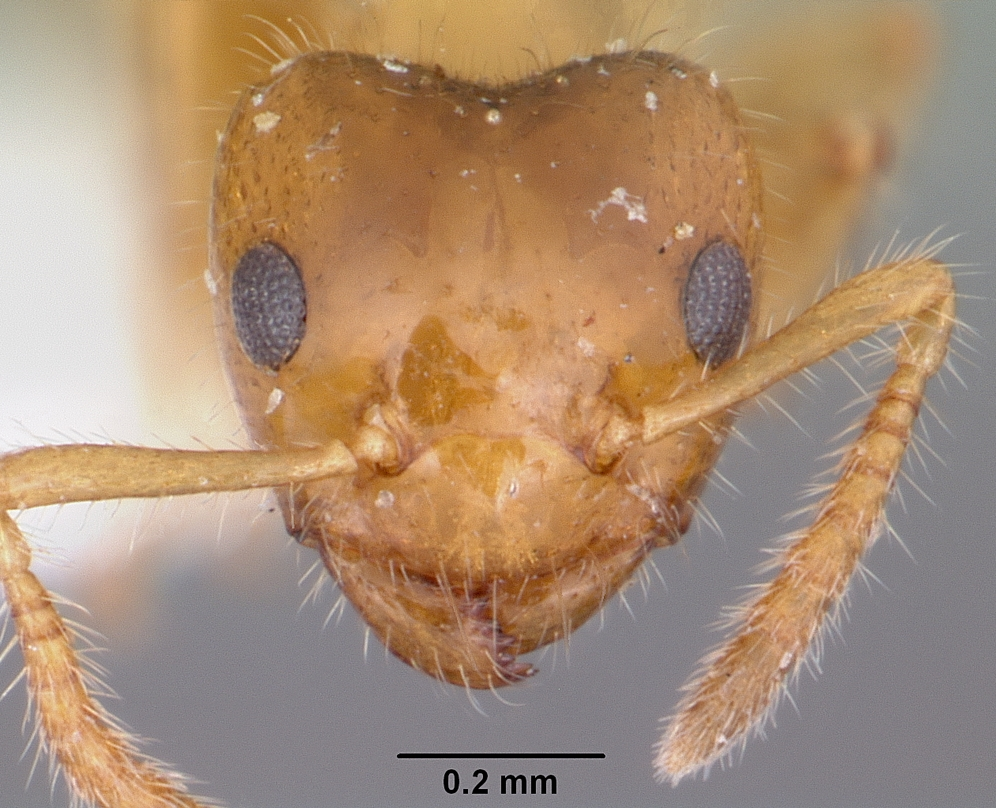
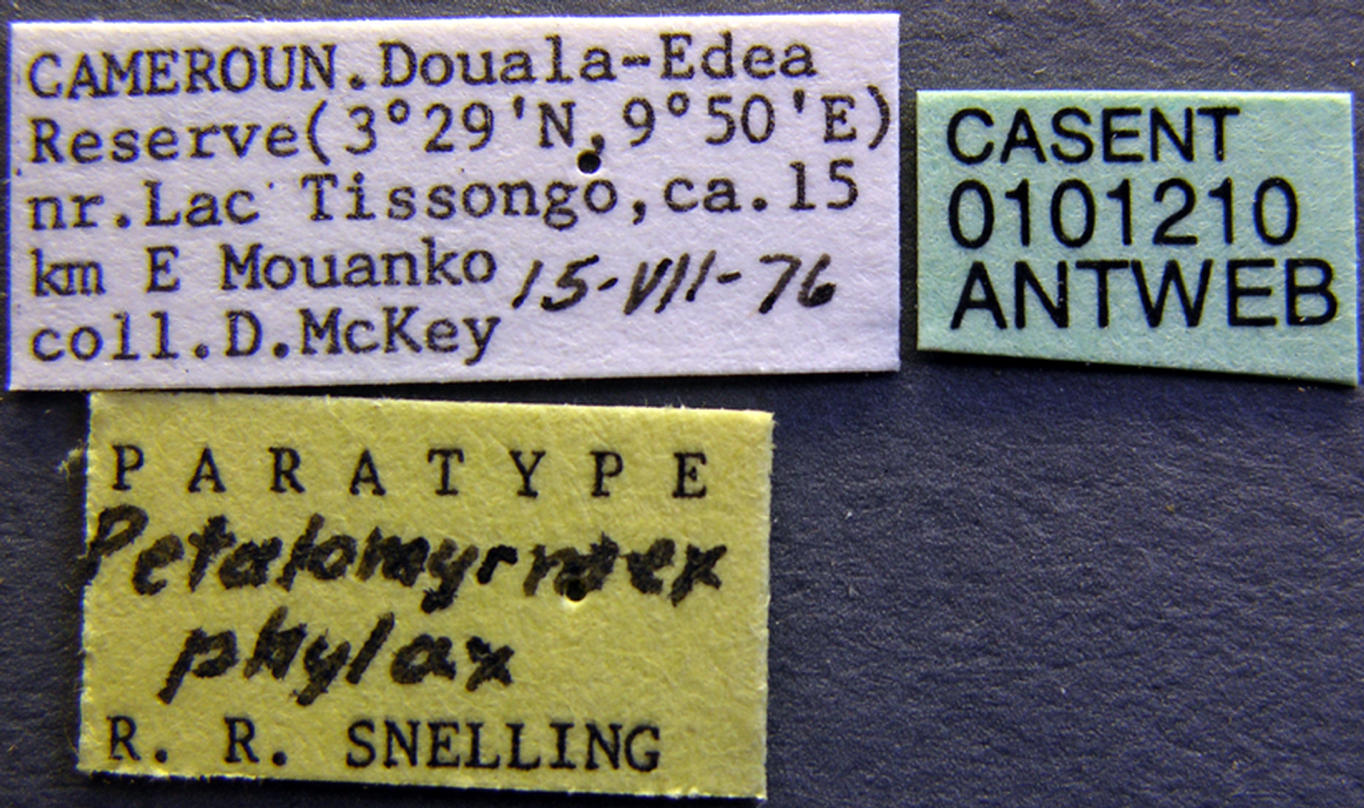
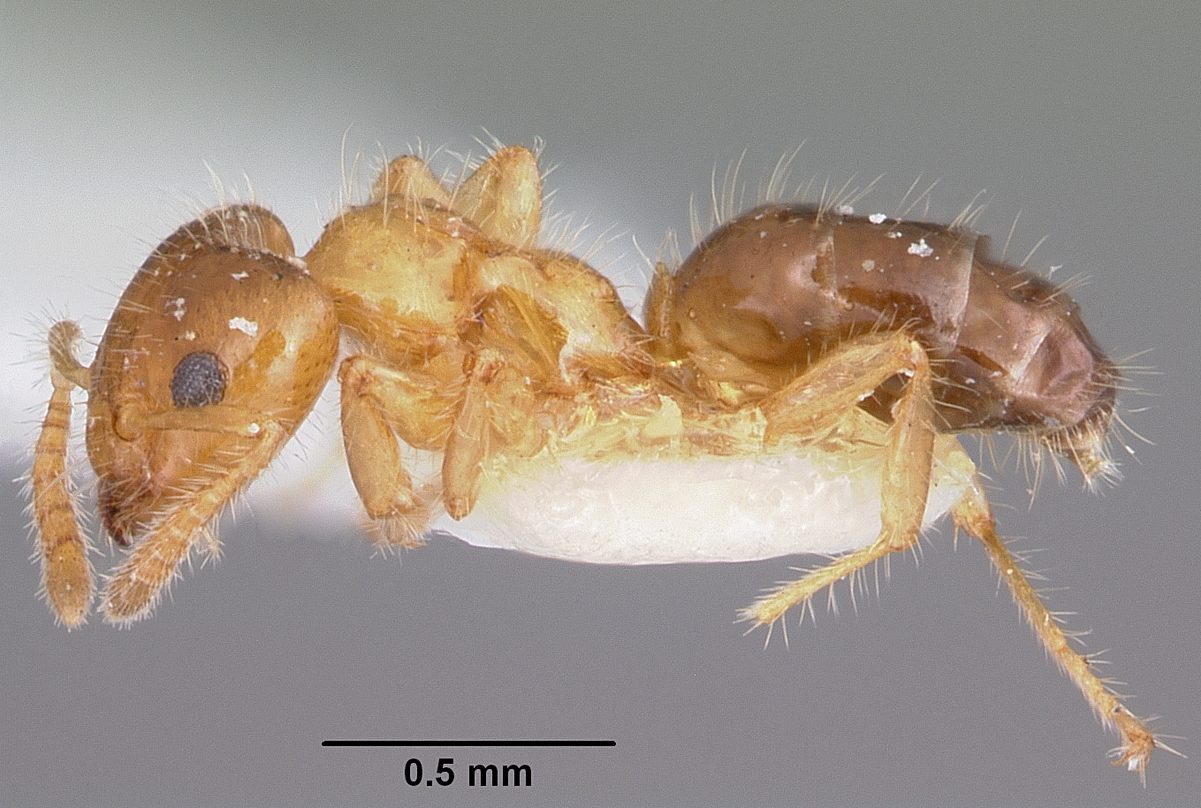
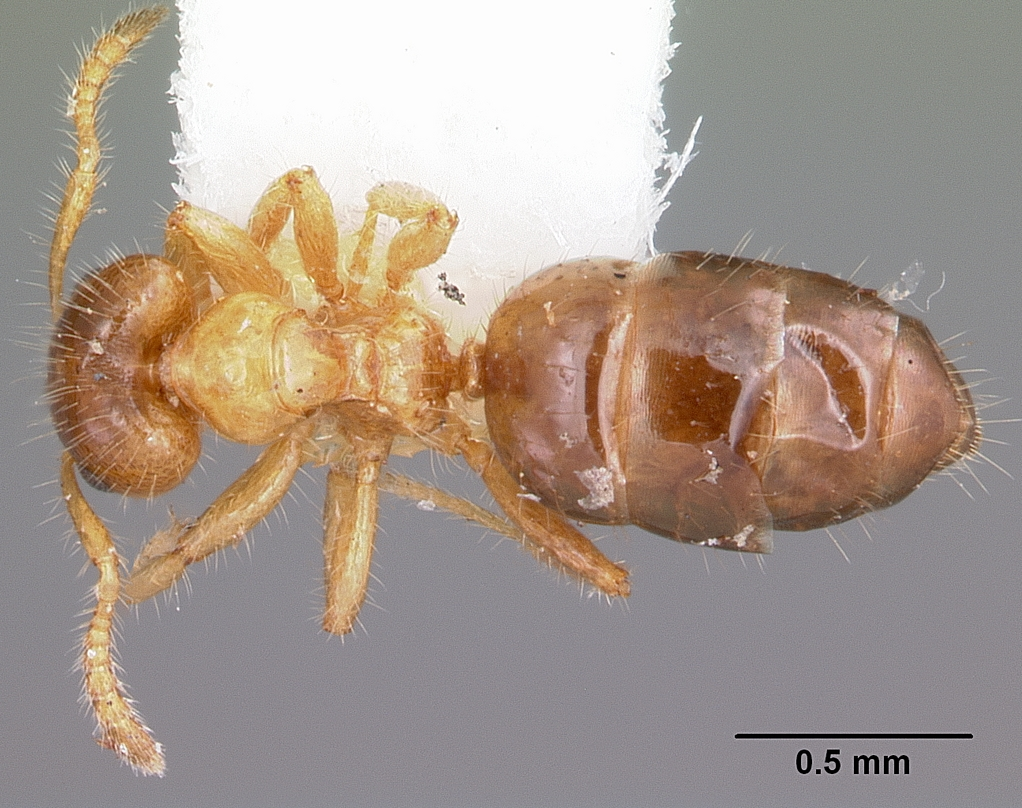
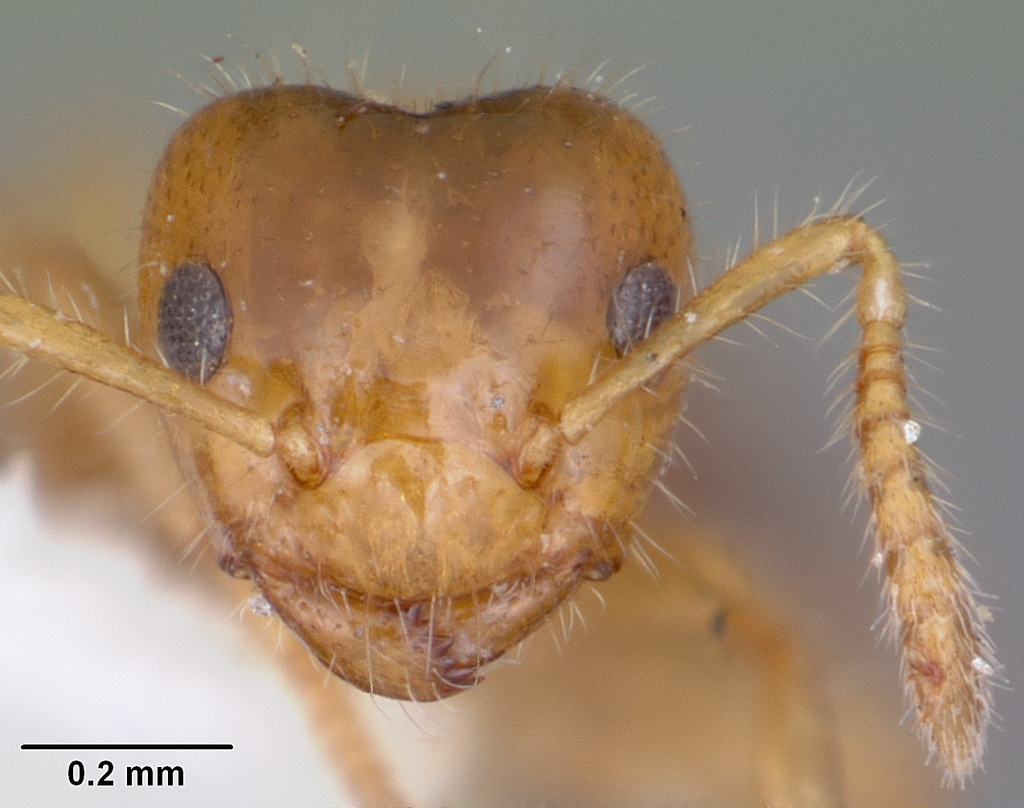